# 3. symfoni (Beethoven)
|  | For andre "3. symfoni", se 3. symfoni |
Beethovens 3. symfoni eller Eroica er en symfoni fra 1804-05 af Ludwig van Beethoven. Symfonien udgør et vendepunkt i musikhistorien. Tidligere symfonier varer højst 25 minutter, mens Eroica varer næsten det dobbelte.
Symfonien er instrumenteret for: 2 fløjter, 2 oboer, 2 klarinetter i B♭, 2 fagotter, 3 horn i Es og C, 2 trompeter og 1 sæt pauker bestående af to instrumenter samt den normale strygersektion.
Efter lang tids kvaler over begyndende døvhed og overvejelser om selvmord besluttede Beethoven sig for at tage kampen op. Han gik i gang med en ny symfoni i Es-dur, som han i beundring tilegnede Napoleon Bonaparte. Dengang blev Eroica af mange opfattet som værende så abstrakt, at den ikke var musik, men i dag betragtes symfonien som et af verdens største og vigtigste værker. Med Eroica trådte Beethoven ind i en ny periode, hvor musikken var et personligt udtryk, der afspejlede kunstnerens tanker omkring et bestemt emne, i dette tilfælde heltedåd.
Da Napoleon i 1805 kronede sig selv til kejser, og Beethoven fik det at vide, blev han så gal, at han brændte partiturets forside, hvorpå der stod Bonaparte. Senere kaldte han symfonien Eroica, hvilket betyder "heroisk" på latin.
Eroica er også navnet på en film fra 2003, som handler om uropførelsen af værket. I filmen spiller Ian Hart hovedrollen som Beethoven. Endvidere er Eroica også navnet på en en-satset symfoni skrevet til YouTubes nye internet-orkester af den kinesiske komponist Tan Dun. I symfonien genbruges strofer fra åbningstemaet af Beethovens Eroica.